# Bruzovice
Bruzovice település Csehországban, a Frýdek-místeki járásban. Bruzovice Frýdek-Místek, Sedliště, Žermanice, Dobrá, Kaňovice, Lučina és Horní Bludovice településekkel határos. Lakosainak száma 979 fő (2024. január 1.).

## Népesség
A település lakosságának változását az alábbi diagram mutatja:
| Lakosok száma | 1176 | 1063 | 994  | 862  | 757  | 738  | 822  | 908  | 983  | 979  |
|               | 1869 | 1900 | 1921 | 1961 | 1980 | 2011 | 2016 | 2019 | 2021 | 2024 |